# Бунґо (мова)
Бунґо (яп. 文語, «літературна мова», «мова словесності») — літературна (стандартна) форма японської мови до 1945 року, що ґрунтується на класичній японській мові епохи Хейан, однак з урахуванням фонетичних змін, що відбулися з того часу. Основні відмінності між бунґо і розмовною японською полягали в граматиці і, почасти, в лексичному складі (теоретично будь-яке слово VIII століття могло вживатися в тексті на бунґо, хоча практично багато таких слів за цей час вже перестали використовуватися). До революції Мейдзі бунґо панувало у всіх галузях писемності, крім найвищих — офіційні документи, частина наукової та художньої літератури писалися «китайським письмом» — на камбуні, японському ізводі веньяню). Після скасування камбуну і цю галузь зайняло бунґо.
Від 1880-х років почався рух за «розмовну мову» (яп. 口語, ко:ґо); з'явилися перші її граматики, вона вплинула на мову художньої літератури, до початку XX століття на неї перейшла преса, а потім і радіо, з його появою. Від 1910-х років до 1945 року бунґо трималося тільки в офіційно-діловій сфері — на ньому писалися всі документи, від квитанції з пральні до указів імператора. Сприймалося не як особлива мова, а як «висока» форма національної мови (так вважав класик японського мовознавства Мотокі Токіеда).
Після Другої світової війни, попри відхід бунґо з повсякденної писемності, його цінують як частину національної культурно-мовної спадщини, викладають у школах. На бунґо складають вірші в традиційних жанрах (танка і хайку), уникаючи при цьому китаїзмів — канго. Багато слів з бунґо, фактично не використовуваних у сучасних текстах, включають у тлумачні словники японської мови, часто без спеціальних поміток.
Нині бунґо зберігається як богослужбова мова Японської православної церкви.